# هنری لیف
هنری لیف (انگلیسی: Henry Leaf; ۱۸ اکتبر ۱۸۶۲ – ۲۳ آوریل ۱۹۳۱) تنیس‌باز اهل بریتانیا بود.